# Robertson Pet
 Robertson Pet  (en kannada : ರಾಬರ್ಟ್ಸನ್ ಪೇಟೆ) est une ville d'Inde ayant une population d'environ 141 424 habitants dans l'état du Karnataka. Elle doit sa croissance aux champs aurifères exploités par la KGF (Kolar Gold Fields).